# Єкабпільський край
Єкабпі́льський кра́й (латис. Jēkabpils novads) — адміністративно-територіальна одиниця Латвійської Республіки. Розташований у південно-східній частині країни, в історичному регіоні Семигалія. Адміністративний центр — Єкабпілс. Створений 2021 року. Площа — 2996,1 км². Населення — 40 576 осіб (2021). До складу краю входять 3 міста і 22 волості.

## Історія
Край утворений 1 липня 2021 року шляхом об'єднання республіканського міста Єкабпілс, Єкабпільського, Акністського, Вієсітського, Крустпілського та Сальського країв, після адміністративно-територіальної реформи Латвії 2021 року.

## Адміністративний поділ
- 3 міста - Акністе, Вієсіте, Єкабпілс
- 22 волості

## Населення
Національний склад краю за результатами перепису населення Латвії 2011 року.
| Національність | К-сть | % |
| -------------- | ----- | - |